# 문시초등학교
문시초등학교는 대한민국 경기도 오산시에 있는 공립 초등학교이다.

## 학교 연혁
- 2010년 1월 11일 문시초등학교 설립 인가
- 2010년 3월 1일 개교(9학급 편성)
- 2010년 3월 1일 초대 위성갑 교장 취임
- 2010년 3월 9일 병설유치원 2학급 개원
- 2010년 5월 10일 저녁 돌봄교실 리모델링
- 2011년 1월 15일 과학실 현대화 리모델링
- 2011년 2월 18일 제1회 졸업식(48명 졸업)
- 2011년 10월 19일 문시 지혜의 샘 도서관 개관
- 2012년 11월 14일 급식실 연결 캐노피 설치
- 2013년 4월 24일 배움터 지킴이실 설치
- 2014년 2월 14일 제4회 졸업식(104명 졸업)
- 2014년 3월 1일 초등학교 26학급, 병설유치원 2학급 편성
- 2014년 3월 19일 오후 돌봄교실 설치(2실)
- 2014년 9월 1일 제2대 전명희 교장 취임